# Герагос, Марк
Марк Гера́гос (Марк Герагося́н) (англ. Mark Geragos (Mark Geragosian), арм. Մարկ Գերագոս (Մարկ Գերագոսյան)) — известный американский адвокат, глава адвокатской фирмы «Geragos & Geragos».
Среди его клиентов были Роджер Клинтон, Майкл Джексон, Гэри Кондит. Герагос являлся главным действующим лицом в деле Мартина Марутюняна против «New York Life Insurance» по вопросу выплаты страховых премий более чем полутора миллионам армян, пострадавшим во время геноцида и добился выплаты премий в общем размере 20 млн долларов. Марк Герагос часто выступает по телевидению в качестве ведущего и комментатора «Good Morning America» и «Larry King Live». Марк Герагос также является лицом армянской диаспоры во многих благотворительных организациях.